# ۱۳۵ (عدد)
۱۳۵(صد و سی و پنج) یک عدد طبیعی است که بعد از ۱۳۴ و قبل از ۱۳۶ قرار دارد.روش های آمیزش جنسی